# 岡山県道34号笠岡井原線
岡山県道34号笠岡井原線（おかやまけんどう34ごう かさおかいばらせん）は、岡山県笠岡市から井原市に至る県道（主要地方道）である。

## 概要
笠岡・井原両市の中心市街を最短で結ぶ幹線道路。山陽自動車道への連絡道路でもあり交通量がある。丘陵地帯の中を抜けるため、緩いカーブとアップダウンが断続的に続く峠越えの道となっており、冬場は凍結に注意が必要。

### 路線データ
- 起点：岡山県笠岡市笠岡（西の浜交差点、国道2号交点）
- 終点：岡山県井原市井原町（薬師交差点、国道313号・国道486号交点）

## 歴史
- 1954年（昭和29年）1月29日 - 建設省告示第16号により岡山県道笠岡井原線が主要地方道笠岡井原線に指定。
- 1993年（平成5年）5月11日 - 建設省から、県道笠岡井原線が笠岡井原線として主要地方道に再指定される[1]。

## 路線状況
車線数は全線2車線以上。笠岡市では、笠岡地内にある下追分交差点（広域営農団地農道備南地区南幹線（笠岡市道笠岡中央線）交点）から小平井地内の笠岡I.C 交差点（山陽自動車道笠岡I.C出入口）まで4車線。
笠岡市笠岡の大仙院前辺り（コスモ石油） - 田頭地区の一部（ENEOSmio辺り)、笠岡市東大戸から井原市上出部町（かみいずえちょう）にかけての大半は、歩道が整備されていない。また、笠岡市東大戸から井原市岩倉町にかけては道路規格が古いため、車線幅員や路側帯といった道路全体の幅員が狭い。両市内の高校へ自転車や原付で通学する生徒の通行もあり、走行には注意を要する。
市同士を結び、笠岡・井原両市にとっては大変重要な路線で、福山市明神町2丁目の明神町交差点（起点） - 庄原市東城町川西の友末交差点間で国道182号と重用している国道314号の起点を福山市から笠岡市に変更し、本路線と岡山県道・広島県道9号芳井油木線および広島県道・岡山県道105号前原谷仙養線を国道に昇格させることを望む声が沿線住民から出ており、岡山県ホームページの「マルチメディア目安箱」にもそのような内容の投書が寄せられているものの、いまだに国道昇格の実現には至っていない。

### 通称
- 山王バイパス（井原市岩倉町 - 井原市上出部町）

花野旧道（井原市道日芳橋塚原線）との分岐より運動公園口交差点までの区間。
- 昭和通り（井原市上出部町 - 井原市井原町）

運動公園口交差点より薬師交差点を越え、井原町商店街との合流部までの区間。国道313号の一部も含まれており、国道313号には通称の由来となる昭和橋（小田川）がある。

### 重複区間
- 岡山県道377号山口押撫線（笠岡市東大戸）

### 並行する旧街道
- 東城往来 雲州街道

別名を笠岡側では井原道、井原往来。井原側では笠岡道、笠岡往来とも。笠岡の港（現在の笠岡港。）より東城（現在の広島県庄原市東城町。）を経て、雲州こと出雲国（現在の島根県。）、出雲大社に通じていた道。七日市宿（現在の岡山県井原市七日市町。）で山陽道（西国街道）に接し、そこから高山市（現在の岡山県高梁市川上町高山市・井原市芳井町東三原）等を経て、東城に向う。笠岡方向に対しては、笠岡の港から四国、金毘羅に向う道でもあった。
- 井笠鉄道本線

笠岡市の笠岡地内から小平井地内にかけて線路跡を転用し、通学路として整備した自転車歩行者専用道路（笠岡市道I128号笠岡128号西ノ浜絵下谷線・笠岡市道0203号上田頭上長迫線）が並行。

## 地理
終点付近では標高差が大きく、「山王坂」と呼ばれる急坂で井原市街に向かって一気に下り込む。ここでは井原市街を一望でき、市街地の北の丘陵地にぶどう畑が広がる青野地区（井原ぶどうの産地）の一部も望むことができる。

### 通過する自治体
- 笠岡市
- 井原市

### 交差する道路
| 交差する道路 | 市町村名 | 交差する場所                 | 交差する場所            |
| --- | -------- | ---------------------------- | ----------------------- |
| 国道2号 | 笠岡市   | 笠岡                         | 西ノ浜交差点 / 起点     |
| 岡山県道44号笠岡停車場線 | 笠岡市   | 笠岡                         | 西本町交差点            |
| 笠岡市道I128号笠岡128号西ノ浜絵下谷線（通称・旧井笠鉄道本線跡通り） 重複区間起点                                                                 | 笠岡市   | 笠岡                         |                         |
| 笠岡市道I128号笠岡128号西ノ浜絵下谷線（通称・旧井笠鉄道本線跡通り） 重複区間終点                                                                 | 笠岡市   | 笠岡                         |                         |
| 笠岡市道I128号笠岡128号西ノ浜絵下谷線（通称・旧井笠鉄道本線跡通り）                                                                              | 笠岡市   | 笠岡                         | [ 注釈 2 ]              |
| 広域営農団地農道備南地区南幹線 （笠岡市道0224号笠岡中央線、通称・備南街道南線および金山銀山通り）                                                | 笠岡市   | 笠岡                         | 下追分交差点            |
| 笠岡市道0203号上田頭上長迫線（通称・旧井笠鉄道本線跡通り） 重複区間起点                                                                          | 笠岡市   | 笠岡                         |                         |
| 笠岡市道0203号上田頭上長迫線（通称・旧井笠鉄道本線跡通り） 重複区間終点                                                                          | 笠岡市   | 笠岡                         |                         |
| 岡山県道48号笠岡美星線 | 笠岡市   | 小平井（おびらい）           | 追分交差点              |
| E2 山陽自動車道 | 笠岡市   | 小平井                       | 笠岡I.C交差点 20 笠岡IC |
| 岡山県道289号東大戸金浦線 | 笠岡市   | 東大戸                       | 東大戸交差点            |
| 岡山県道377号山口押撫線 重複区間起点 | 笠岡市   | 東大戸                       |                         |
| 岡山県道377号山口押撫線 重複区間終点 広域営農団地農道備南地区北幹線 （岡山県道377号山口押撫線 / 笠岡市道D647号東大戸有田線、通称・備南街道北線） | 笠岡市   | 東大戸                       |                         |
| 岡山県道290号上稲木東江原線 | 井原市   | 岩倉町                       | 宮ノ端交差点            |
| 広島県道・岡山県道102号下御領井原線 | 井原市   | 上出部町（かみいずえちょう） | 東桜木交差点            |
| 国道313号 国道486号 | 井原市   | 井原町                       | 薬師交差点 / 終点       |

### 交差する鉄道
- 山陽本線
- 山陽新幹線
- 井原鉄道井原線

### 沿線
- JR西日本山陽本線 笠岡駅
- 笠岡港（住吉港）（笠岡市笠岡）
- 川辺屋簡易郵便局（笠岡市笠岡）
- 岡山県立笠岡高等学校（笠岡市笠岡）
- 笠岡ゆめ☆ネット  (笠岡市春日台)
- 岡山県立西備特別支援学校（笠岡市東大戸）
- 井原消防署（井原地区消防本部）（井原市七日市町）

名所
- 大仙院（笠岡市笠岡）
- 山王坂（井原市七日市町・上出部町、井原市街を一望できる。）

名物・名産品
- 笠岡ラーメン

自然・地形
- 台地
  - 山王台地（井原市七日市町・上出部町・大江町）

### 峠
- 追分（笠岡市笠岡・小平井）
- 蛸村峠（井原市岩倉町、笠岡・井原市境）
- 山王坂（井原市七日市町・上出部町）